# Priotelus
A Priotelus a madarak osztályán belül a trogonalakúak (Trogoniformes) rendjébe és a trogonfélék (Trogonidae) családjába tartozó nem.

## Rendszerezés
A nemhez az alábbi 2 faj tartozik:
- kubai trogon vagy csipkésfarkú trogon  (Priotelus temnurus)
- rózsáshasú trogon vagy hispaniolai trogon (Priotelus roseigaster vagy Tennotrogon roseigaster)